# Burlington (Wisconsin)
Burlington és una població dels Estats Units a l'estat de Wisconsin. Segons el cens del 2009 tenia 10.421 habitants.

## Demografia
Segons el cens del 2000, Burlington tenia 9.936 habitants, 3.838 habitatges, i 2.590 famílies. La densitat de població era de 643,7 habitants per km².
Dels 3.838 habitatges en un 36,3% hi vivien nens de menys de 18 anys, en un 52,8% hi vivien parelles casades, en un 10,4% dones solteres, i en un 32,5% no eren unitats familiars. En el 27,5% dels habitatges hi vivien persones soles el 10,9% de les quals corresponia a persones de 65 anys o més que vivien soles. El nombre mitjà de persones vivint en cada habitatge era de 2,52 i el nombre mitjà de persones que vivien en cada família era de 3,1.
Per edats la població es repartia de la següent manera: un 27,8% tenia menys de 18 anys, un 9% entre 18 i 24, un 29,5% entre 25 i 44, un 19,8% de 45 a 60 i un 13,9% 65 anys o més.
L'edat mediana era de 35 anys. Per cada 100 dones de 18 o més anys hi havia 87,6 homes.
La renda mediana per habitatge era de 43.365$ i la renda mediana per família de 54.045$. Els homes tenien una renda mediana de 38.471$ mentre que les dones 25.082$. La renda per capita de la població era de 21.789$. Aproximadament el 3,7% de les famílies i el 5,1% de la població estaven per davall del llindar de pobresa.

## Poblacions més properes
El següent diagrama mostra les poblacions més properes.